# Viničky
Viničky est un village de Slovaquie situé dans la région de Košice.

## Histoire
Première mention écrite du village en 1273.
La localité fut annexée par la Hongrie après le premier arbitrage de Vienne le 2 novembre 1938. En 1938, on comptait 557 habitants dont 12 d'origines juives. Elle faisait partie du district de Sátoraljaújhely (hongrois : Sátoraljaújhelyi járás). Le nom de la localité avant la Seconde Guerre mondiale était Seleška/Szőllőske. Durant la période 1938 - 1944, le nom hongrois Szőllőske était d'usage. À la libération, la commune a été réintégrée dans la Tchécoslovaquie reconstituée.

## Démographie

### Évolution de la population
| Année:               | 1994. | 2004.   | 2014.   | 2024.    |
| -------------------- | ----- | ------- | ------- | -------- |
| Nombre de personnes: | 499   | 518     | 499     | 449      |
| Différence:          |       | +3,80 % | -3,66 % | -10,02 % |

| Année:               | 2023. | 2024.   |
| -------------------- | ----- | ------- |
| Nombre de personnes: | 453   | 449     |
| Différence:          |       | -0,88 % |

## Économie
Le village est l'un des 7 villages slovaques faisant partie de la région viticole Tokay.